# Fet i amagar
Fet i amagar és un joc popular en el qual un dels jugadors para i ha de comptar, sense mirar, fins a un nombre preestablert. Mentrestant, els altres jugadors s'han d'amagar. El qui para, un cop ha acabat de comptar, diu: "Qui no s'ha amagat, para"; els qui estan amagats, criden «Fet!», i aqueix els ha de cercar. Quan en veu un, ha de córrer cap al lloc on estava parant i ha de mirar d'arribar-hi abans que ell i, tocant la paret amb la mà, ha de dir: "Un, dos, tres...(el nom del jugador vist)". Parar, pagar o dur-lo vol dir estar encarregat de la part més desairada o més molesta, com encalçar els altres, rebre llurs cops, etc..
La mare és el lloc d'on ix el qui paga i on poden refugiar-se i salvar-se els qui no han estat agafats. Tocar mare és doncs tocar aquell lloc per a salvar-se.
Si el qui estava amagat hi arriba abans, ha de dir: "Un, dos, tres, salvat", però si provant de salvar-se es confon de lloc, no se salva. Si el que para veu un dels que estan amagats, però s'enganya de persona, el qui està amagat surt i ha de dir: "Has trencat l'olla"; aleshores tots surten del seu amagatall i el qui parava ho ha de tornar a fer.
En el sorteig que es fa abans dels jocs infantils per a saber qui ha de pagar, l'infant jugador que té dret a posar-se primer una pedreta petita dins una mà, demanar a quina mà la porta, i lliurar-la llavors al qui no ho endevina (Tortosa). També es diu pedreta de la veu amb què es reclama el tal dret, que sempre és del qui ho demana primer.

## Altres noms populars i dialectals
També es coneix com a jugar a fet, jugar a amagar-se, fet a córrer, a (l')acuit, a (l')acuit a/i amagar, a cuca amagar, a cuc(a) a amagar, a cuc(a) i amagar, a quic a amagar (Balears), a cucut d'amagar (Solsonès), a la cuca (Selva del Camp), brisca amagadora (Baix Ebre), a amagar la cuca, a cuita-amaga, a cuita amagada, a la cuit de l'amagada, a la cluca (d'amagar), a la cluc, o al joc de conillet, a conill, a conillet(s) (a) amagar, a 'conillons d'amagat, a conillons a l'aire o a conillons; a bistri (Gir., Canet de M.; Vallespir), bístric (Lledó), bístrinc (Sant Feliu de Pallerols), bistris (Vic), o místric (Lledó, Santa Coloma de Queralt).
Al País Valencià s'empren també a conillet(s) amagar, a conillet amagat, a conillet(s), a conills, a conillons amagar, a mà conill, a samacu(t), a la busca amagà; la pit a amagar (a la Ribera i a la Costera), la quit (a la Safor i la Marina), alçar la molla (l'Alcoià).
En rossellonès, a la clic(a), a papaclic, a l'amagat, als amagats, a cerca-cerca, a corretja amagada.

## Cançó
Es canta una fórmula eliminatòria per a acompanyar aquesta versió del joc d'amagatall, molt conegut arreu de tot el territori català i valencià. Hi ha moltes variants segons la zona, tant pel que fa al vocabulari, com a la melodia, com al joc. La cançó serveix per a donar temps d'amagar-se. La mestra o un xiquet fa de mare i canta la cançó; un altre xiquet, el que para, fa de llebre i amaga el cap a la falda de la mare per a no poder veure on s'amaguen els altres nens que fan de conillets. A la qüestió de la mare ”Solto la llebre?”, els que fan de conillets responen “Solta-la!” si estan ben amagats, si no, la mare continua de cantar la segona estrofa de la cançó.
Versió de la Franja de Ponent :
| « | - Conillets amagau-vos bé - -Conillets amagau-vos bé, - que la llebre alego ve, - que si ve, que si va, - conillets portarà. - Solto la llebre? - -Solta-la! - Ni de nit ni de dia - bota foc a la bacia, - ni de nit ni de matí - bota foc al bací. - Solto la llebre? - -Solta-la! | » |

Versió del Rosselló :
| « | - Llapinots [conillets] amagau's, - que la llebre és al jau [jaç]. - Un, dos, tres. - Ara hi vau [vaig] ! | » |